# Andrés Mas Chao
Andrés Mas Chao   (Madrid, 24 de juliol de 1936 - Madrid, 23 d'agost de 1999) fou un militar i historiador espanyol, Comandant general de Balears.
Militar de carrera i llicenciat en història per la UNED, quan va ser ascendit a coronel fou destinat al Servei Històric Militar. Després fou director de l'Acadèmia Especial Militar. En ascendir a general de Brigada va ser nomenat subdirector general de Prestació del Servei Militar. En 1991 fou nomenat subdirector general de Prestació del Servei Militar. En març de 1994 fou nomenat director de l'Escola d'Estat Major.
Ascendit a general de divisió, en febrer de 1995 fou nomenat general cap de la Divisió de Muntanya «Navarra 5» i comandant militar de Navarra. L'abril de 1997 fou nomenat Comandant general de Balears Ocupà el càrrec fins que passar a la reserva el 24 de juliol de 1998. Va morir a l'Hospital Gómez Ulla de Madrid el 12 d'agost de 1999 a causa d'un càncer.
Ha publicat articles sobre història militar espanyola a les revistes Revista Ejército, Revista de Historia Militar i Memorial de Infantería, i és autor d'alguns capítols de l'obra col·lectiva de l'Estat Major de l'Exèrcit Los reinos hispánicos ante la Edad Moderna (Madrid, 1992, ISBN 88-86806-30-2). També fou membre de la Comissió d'Història Militar elegit per l'Exèrcit de Terra d'Espanya, i ha participat en els congressos internacionals d'història militar celebrats a Quebec i Viena.

## Obres
- La evolución orgánica de la Infantería en el reinado de Alfonso XII A: Revista de historia militar, ISSN 0482-5748, Nº 61, 1986, págs. 51-90
- La guerra olvidada de Filipinas, 1896-1898 Madrid : San Martín, 1998. ISBN 84-7140-302-1
- La formación de la conciencia africanista en el ejército español (1909-1926) Madrid [(c/ Arqueros, 15) : A. Mas, 1988. ISBN 84-404-3620-3